# Muschau (Grimma)

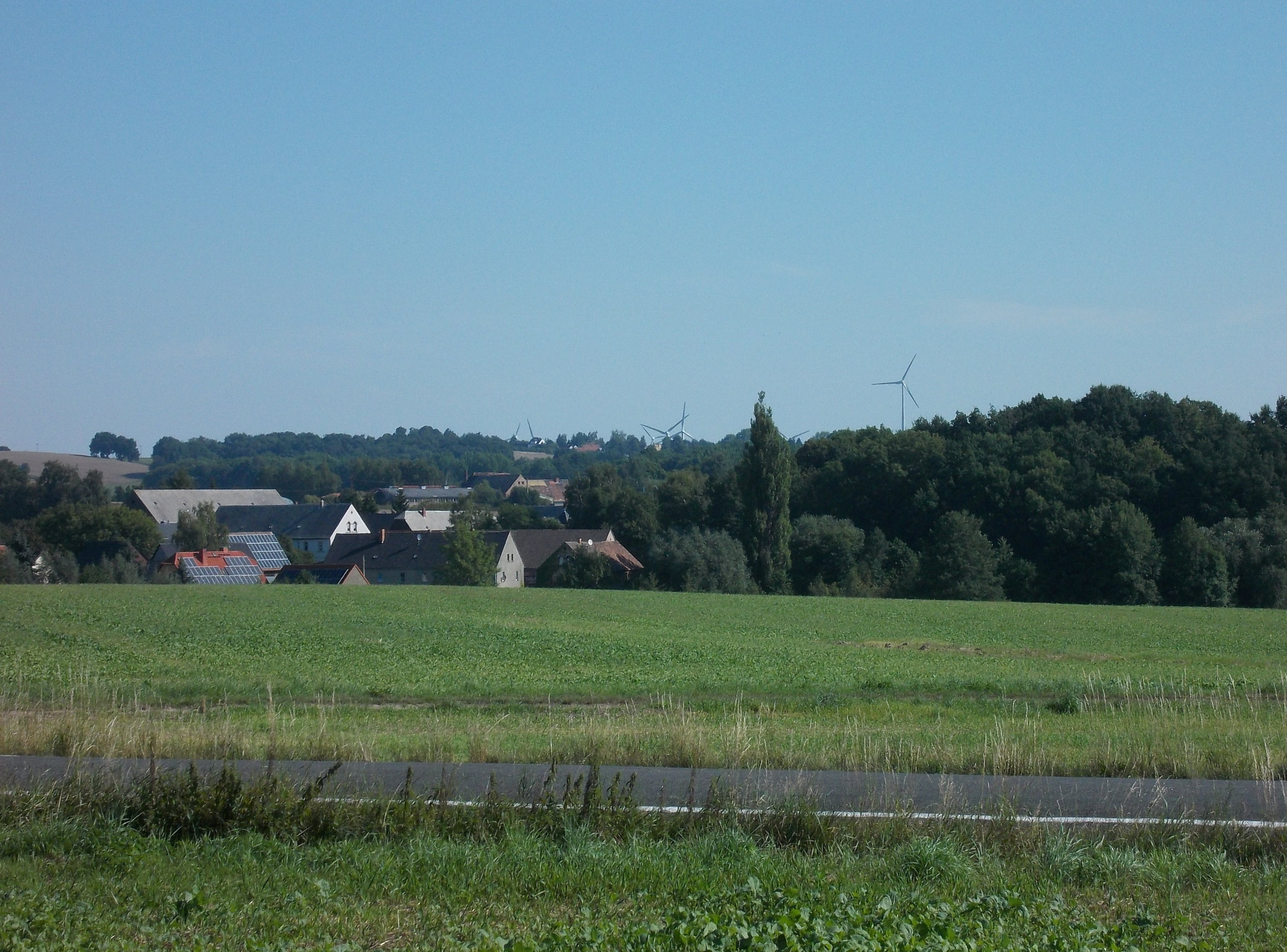
Blick auf Muschau (Stadt Grimma)

Muschau ist ein Dorf im Landkreis Leipzig in Sachsen. Politisch gehört der Ort seit Anfang 2011 zu Grimma. Er liegt zwischen Böhlen und Motterwitz.
Urkundlich wurde Muschau 1340 das erste Mal als „Muzschaw“ genannt. Weitere Nennungen waren:
- 1367: Mussczow
- 1548: Muschaw
- 1791: Muschau

## Entwicklung der Einwohnerzahl
| Jahr    | Einwohnerzahl                               |
| ------- | ------------------------------------------- |
| 1548/51 | 11 besessene Mann, 6 Inwohner, 12 1⁄2 Hufen |
| 1764    | 11 besessene Mann, 12 1⁄2 Hufen             |
| 1834    | 69                                          |

| Jahr | Einwohnerzahl |
| ---- | ------------- |
| 1871 | 89            |
| 1890 | 93            |
| 1910 | 75            |

| Jahr | Einwohnerzahl |
| ---- | ------------- |
| 1925 | 82            |
| 1939 | 73            |
| 1946 | 87            |

## Sehenswürdigkeiten
In der Liste der Kulturdenkmale in Muschau sind die Kulturdenkmale des Ortes aufgeführt.